# Vrije Baptistengemeente Bethel
De Vrije Baptistengemeente Bethel is een kerkelijke gemeenschap van vrije baptisten in Drachten. Het betreft een zogeheten megakerk en wordt gerekend tot de grootste lokale kerken van Nederland.

## Geschiedenis
Heilsoldaat Sjoerd Veltman (Drachten, 1877 - Leeuwarden, 1952) bouwde in 1921 een kerkje aan de Vogelzang, nadat hij in de jaren daarvoor vooral evangeliseerde in Haulerwijk. Rond de Tweede Wereldoorlog telde de gemeente ongeveer 50 leden. Op 1 oktober 1966 werd de nieuwe kerk aan de Brouwerssingel betrokken.
In 1988 werd ds. Orlando Bottenbley beroepen in Drachten. Vanaf toen maakt de gemeente een snelle groei mee. Het ledental groeide van 60 naar zo’n 2250 medio 2007. In 2009 telde de kerk ongeveer 2700 leden, in 2015 rond de drieduizend. De kinderen meegerekend bezoeken ‘s zondags zo’n 3500 mensen de diensten. Vanuit Drachten werden er zelfstandige kerkelijke gemeenten gesticht in Groningen, Dokkum en Leeuwarden. Bottenbley werd als voorganger in 2016 opgevolgd door Jacob Folkerts.
Het kerkgebouw aan de Brouwerssingel werd in 1992 drastisch verbouwd, twee derde aan oppervlakte werd toegevoegd. In 2000 verhuisde de kerk naar haar huidige locatie op het Industrieterrein De Haven. De gemeente was tot 1 juni 2020 aangesloten bij ABC-gemeenten.